# Crivitz (Wisconsin)
Crivitz ist eine Gemeinde (mit dem Status „Village“) im Marinette County im US-amerikanischen Bundesstaat Wisconsin. Im Jahr 2010 hatte Crivitz 984 Einwohner.

## Geografie
Crivitz liegt beiderseits des Peshtigo River, einem Zufluss der Green Bay des Michigansees. Die Grenze zu Michigan befindet sich rund 20 km nordöstlich.
Die geografischen Koordinaten von Crivitz sind 45°13′57″ nördlicher Breite und 88°00′27″ westlicher Länge. Das Gemeindegebiet erstreckt sich über eine Fläche von 4,25 km². 
Die Nachbarorte von Crivitz sind Wausaukee (22,7 km nördlich), Beaver (12,3 km südlich) und Pound (18,1 km in der gleichen Richtung).
Die nächstgelegenen größeren Städte sind Sault Ste. Marie und die gleichnamige Nachbarstadt in der kanadischen Provinz Ontario (403 km ostnordöstlich), Green Bay (85,2 km südlich), Wisconsins größte Stadt Milwaukee (271 km in der gleichen Richtung), Appleton (130 km südsüdwestlich), Wisconsins Hauptstadt Madison (300 km in der gleichen Richtung), Wausau (169 km westsüdwestlich), Eau Claire (337 km westlich), die Twin Cities in Minnesota (460 km in der gleichen Richtung) sowie Duluth am Oberen See in Minnesota (449 km westnordwestlich).

## Geschichte
Die Gründung von Crivitz erfolgte im September 1883 durch den aus Deutschland gebürtigen Geschäftsmann Frederick John Bartels, der den Ort nach seinem heimatlichen Crivitz in Mecklenburg benannte.
Nach einer Typhusepidemie im Jahre 1894 würde das örtliche Sägewerk geschlossen. Hieronymus Zech (1849–1932), ein Unternehmer aus dem nahegelegenen Chilton, förderte daraufhin die Ansiedlung polnischer Immigranten, die aus Milwaukee und Chicago hierher zogen und bis heute den Kernbestand der örtlichen Bevölkerung bilden.

## Verkehr

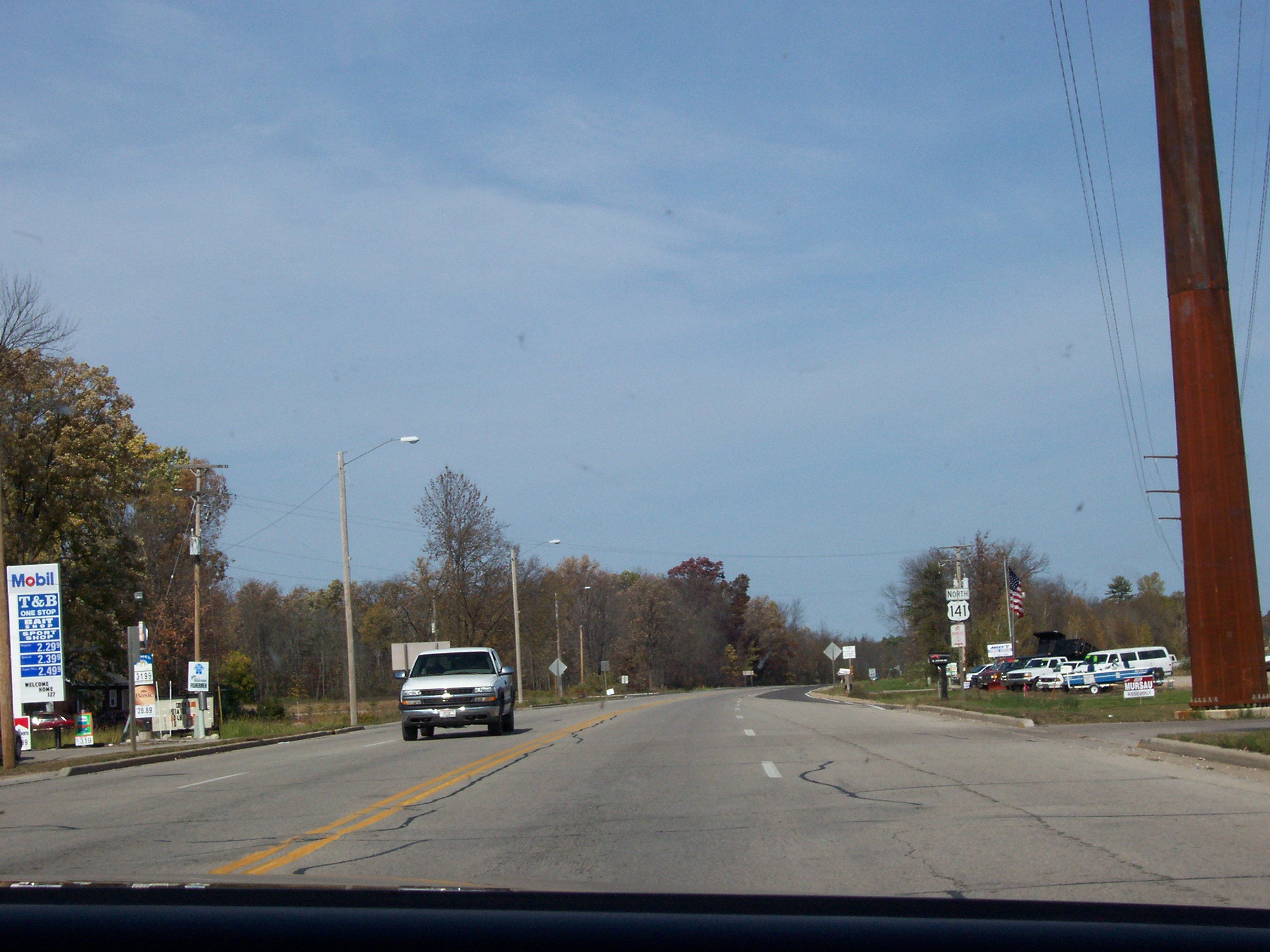
Der US 141 in Crivitz

Der U.S. Highway 141 verläuft in Nord-Süd-Richtung durch den Westen von Crivitz. Alle weiteren Straßen sind untergeordnete Landstraßen, teils unbefestigte Fahrwege sowie innerörtliche Verbindungsstraßen.
In Crivitz treffen zwei Eisenbahnlinien für den Frachtverkehr der Escanaba and Lake Superior Railroad zusammen.

Die nächsten Flughäfen sind der Ford Airport in Iron Mountain in Michigan (79,8 km nördlich) und der Austin Straubel International Airport in Green Bay (90,3 km südlich).

## Bevölkerung
Nach der Volkszählung im Jahr 2010 lebten in Crivitz 984 Menschen in 452 Haushalten. Die Bevölkerungsdichte betrug 231,5 Einwohner pro Quadratkilometer. In den 452 Haushalten lebten statistisch je 2,01 Personen. 
Ethnisch betrachtet setzte sich die Bevölkerung zusammen aus 97,4 Prozent Weißen, 0,3 Prozent Afroamerikanern sowie 0,8 Prozent amerikanischen Ureinwohnern; 1,5 Prozent stammten von zwei oder mehr Ethnien ab. Unabhängig von der ethnischen Zugehörigkeit waren 0,8 Prozent der Bevölkerung spanischer oder lateinamerikanischer Abstammung. 
18,9 Prozent der Bevölkerung waren unter 18 Jahre alt, 50,9 Prozent waren zwischen 18 und 64 und 30,2 Prozent waren 65 Jahre oder älter. 53,8 Prozent der Bevölkerung waren weiblich.
Das mittlere jährliche Einkommen eines Haushalts lag bei 35.391 USD. Das Pro-Kopf-Einkommen betrug 21.172 USD. 9,0 Prozent der Einwohner lebten unterhalb der Armutsgrenze.